# Безлад (альбом)
«Безлад» — другий студійний альбом львівського реп-гурту «Глава 94», виданий 16 лютого 2013.